# Minh Tran Hieu
Minh Tran Hieu, 7e dan de karaté wado-ryu, renshi, diplômé instructeur fédéral, est, depuis 1971, élève de sensei Masafumi Shiomitsu, 9e dan Hanshi. Il est également 2e dan d'iaido.